# جوي كولتر
جوي كولتر (بالإنجليزية: Joey Coulter)‏ هو سائق سباق أمريكي، ولد في 8 يونيو 1990 في ميامي سبرنغز في الولايات المتحدة.

## وصلات خارجية
- الموقع الرسمي
- جوي كولتر على موقع Racing-Reference.info (الإنجليزية)